# رشد فورانی
رشد فورانی (به انگلیسی: Irruptive growth) یک الگوی رشد در طول زمان است که با رشد سریع ناگهانی جمعیت یک جاندار زنده تعریف می‌شود. رشد فورانی در بوم‌شناسی جمعیت مورد مطالعه قرار گرفته است. چرخه‌های جمعیتی اغلب رشد فزاینده‌ای را نشان می‌دهند، اما با یک الگوی پیش‌بینی‌پذیر کاهش بعدی. این پدیده‌ای است که معمولاً با راهبرد آر مرتبط است.
رشد فورانی زمانی رخ می‌دهد که گونه‌ای به سرعت زادآوری کند. این بیماری به‌ویژه در گیاه‌خواران بزرگ مانند شاخک یا گوزن (گوزن قرمز) رایج است که باروری بالا و تأثیرات وابسته به تراکم تأخیری در به‌کارگماری دارند. همه جمعیت‌ها رشد لجستیکی را نشان می‌دهند، اما در گونه‌هایی که رشد فورانی دارند، این امر به‌ویژه سریع است. جمعیت برخی از گونه‌ها در ابتدا عدم پاسخ به عوامل وابسته به تراکم را نشان می‌دهد که اندازه جمعیت را با نزدیک شدن به گنجایش برد محیط محدود می‌کند. نمایش رشد فورانی به تعدادی از عناصر از جمله در دسترس بودن منابع، درجه رقابت بین‌گونه‌ای و درون‌گونه‌ای، و قدرت روابط شکارگر و طعمه وابسته است. در اکوسیستم‌هایی با بیش از یک گونه که از یک منبع خاص تغذیه می‌کنند، جمعیت گونه‌های خاص بستگی به سازوکارهای بازخورد پیچیدهٔ ناشی از رقابت، می‌توانند به روش‌های پیش‌بینی‌ناپذیر تخریب شوند. هنگامی که شکارگران حذف می‌شوند، یا زمانی که آب و هوای مساعد سبب می‌شود که منابع غذایی به سرعت افزایش یابد، گاهی ممکن است جمعیت یک گونه از بین برود.
مشابه گوزن‌های دم‌سفید در آمریکای شمالی، شوکاها در اروپا باروری مشابهی از خود نشان داده‌اند، حتی با اینکه تراکم جمعیت سه یا چهار برابر شده است. آهوها می‌توانند رشد کنند، زیرا این گونه می‌تواند جمعیت خود را سالانه دو برابر کند و جمعیت‌ها به عوامل وابسته به تراکم واکنش تأخیری نشان می‌دهند، به عبارت دیگر - ماده‌ها برخلاف داشتن وزن بدن کمتر و دیگر ویژگی‌های مرتبط با افزایش جمعیت، به همان اندازه بارور می‌مانند.
الگوهای رشد فورانی در پستانداران گیاه‌خوار با جثه نسبتاً کوچک یا جاندارانی از این قبیل در اکوسیستم‌های قطبی شمالگان که در معرض چرخه‌های جمعیتی هستند نیز دیده می‌شود. در مواردی که یک گونه طعمه گیاه‌خوار منفرد در یک اکوسیستم غالب است، احتمالاً یک پیوند قوی با گونه‌های شکارگر وجود دارد که در کنترل جمعیت است (معادله لوتکا-ولترا را ببینید). برای مثال، جمعیت خرگوش‌ها و موش‌های خانگی معرفی‌شده در استرالیا، رشد فورانی را نشان می‌دهند. یک دلیل احتمالی ممکن است این باشد که پس از پایان خشکسالی، آنها با سرعت زیادی تکثیر می‌شوند در حالی که زادآوری شکارگر هنوز فصلی است. این به جمعیت اجازه می‌دهد تا منفجر شوند و با بازگشت شرایط خشک بیشتر از شکارگران محدود شوند. گونه‌های مهاجمی که می‌توانند به سرعت تکثیر شوند، ممکن است این الگوی رشد را نشان دهند، زیرا زمانی که یک منطقه جدید کلنی‌سازی کند، گونه‌های شکارگر اغلب برای محدود کردن رشد حضور ندارند، و رقابت درون‌گونه‌ای و/یا میان‌گونه‌ای کمی در استقرار اولیه یک مکان وجود دارد که به این معنی است که منابع فراوان در دسترس وجود دارد.